# Bart Kerremans
Bart Kerremans (26 oktober 1963) is een Belgisch politicoloog en hoogleraar internationale relaties en Amerikaanse politiek aan het Instituut voor Internationaal en Europees Beleid (IIEB) aan de Katholieke Universiteit Leuven. Hij was de decaan van de faculteit Sociale Wetenschappen in de periode 2013-2019. Daarnaast doceert hij vakken met betrekking tot de geschiedenis van internationale relaties, internationale organisaties, internationale politieke economie en Amerikaanse politiek en maakt hij ook deel uit van het interdisciplinair onderzoekscentrum Leuven Centre for Global Governance Studies. In 1994 behaalde Kerremans zijn doctoraat in de politieke en sociale wetenschappen aan het toenmalige UIA (nu Universiteit Antwerpen). Van januari 1998 tot januari 1999 was hij gastdocent aan de Elliott School of International Affairs van de George Washington University in Washington D.C..
Tegenwoordig richt hij zijn academisch onderzoek vooral op het externe handelsbeleid van de Europese Unie en de Verenigde Staten, het politieke proces in dit domein, en de handelsrelaties tussen de Europese Unie en de Verenigde Staten met betrekking tot de Wereldhandelsorganisatie. Hij heeft reeds gepubliceerd in het Journal of World Trade, Journal of World Investment, Regional and Federal Studies, the Journal of Common Market Studies, Governance en Comparative Political Studies. Daarnaast is hij ook auteur, co-auteur en co-editor van verschillende boeken over de politieke processen en het extern handelsbeleid in de Europese Unie en de Verenigde Staten.
Kerremans wordt ook geregeld geraadpleegd door de Vlaamse media voor het geven van meer duiding bij belangrijke politieke ontwikkelingen in de Verenigde Staten. Zo verschenen er tijdens de campagne van de Amerikaanse presidentsverkiezingen van 2008 een reeks analyses bij de gebeurtenissen in de rubriek De Gedachte in de krant De Morgen.

## Publicaties
- Bibliografie van Bart Kerremans
- De Verenigde Staten van Amerika doorgelicht (2009), Intersentia Uitgevers.
- Doctoraal proefschrift: "Besluitvorming en integratie in de externe economische betrekkingen van de Europese Unie" (1994).[5]

- Gemeinsame Normdatei: 1152030442
- International Standard Name Identifier: 0000 0000 5436 517X
- Library of Congress Control Number: nr97014475
- Nederlandse Thesaurus van Auteursnamen: 15701939X
- Virtual International Authority File: 2373364
- WorldCat: E39PBJjxwVfyxW9BVXDRhPJVYP